# Владислав Дињичић
Владислав Дињичић је био српски кнез из властелинске породице Дињичић која је имала своје посједе у источним дјеловима краљевине Босне, област Јадра, син је жупана Дињице.
Помиње се 1405. године, као човјек краља Стефана Твртка Другог. У кампањи краља Стефана Твртка Другог за зазузимање богатих рудника Сребренице активно су се ангажовали Дињичићи који су са краљевом војском јесени 1425. године опсјели град Сребреницу. Имао је браћу Павла, Ковача и Драгишу.